# Mieczysław Adamczyk (1933–2017)
Mieczysław Jerzy Adamczyk (ur. 2 grudnia 1933 w Kluczkowicach, zm. 18 sierpnia 2017 w Koszalinie) – polski historyk i pedagog.

## Życiorys
Urodził się 2 grudnia 1933 r. w Kluczkowicach jako syn Antoniego i Stefanii Smętek. W 1947 r. ukończył szkołę podstawową w rodzinnej miejscowości, a w 1951 r. liceum ogólnokształcące w Opolu Lubelskim. W latach 1951–1955 studiował historię na Katolickim Uniwersytecie Lubelskim.
Od 1955 r. pracował we Wrocławiu, a potem w Tarnowie jako kierownik szkoły i podinspektor szkolny, zaś w latach 1957–1962 był kierownikiem szkoły w Cichem Górnym na Podhalu, a potem do 1970 r. pracował w Inspektoracie Oświaty powiatu nowotarskiego i miasta Zakopanego. W 1970  wrócił do Wrocławia. Dwa lata później uzyskał stopień doktora na Uniwersytecie Jagiellońskim. W 1974 r. podjął pracę jako nauczyciel w III Liceum Ogólnokształcącym, kierownik sekcji w Okręgowym Ośrodku Metodycznym i wizytator kuratorium, a w latach 1974–1984 był pracownikiem Akademii Rolniczej we Wrocławiu. Jednocześnie w 1982 r. uzyskał stopień doktora habilitowanego w Wyższej Szkole Pedagogicznej w Krakowie. W latach 1984–1985 pracował w Wyższej Szkole Pedagogicznej w Opolu, po czym do 2005 r. na Uniwersytecie Wrocławskim – najpierw jako docent, a w 1996 otrzymał stanowisko profesora. W latach 1993–2002 pracował jednocześnie na KUL, reaktywując zajęcia z pedagogiki porównawczej. W 2000 r. otrzymał tytuł profesora zwyczajnego. Od 2005 r. był profesorem Dolnośląskiej Szkoły Wyższej we Wrocławiu.
Prowadził badania poświęcone pedagogice porównawczej, edukacji zagranicznej, historii oświaty i wychowania oraz historii społeczno-gospodarczej południowej Małopolski, autor 128 publikacji naukowych. Członek Sekcji Historii Oddziału PAN we Wrocławiu. Otrzymał nagrodę jury Nagrody im. prof. Jerzego Skowronka i nagrodę Ministra Edukacji. Odznaczony Złotym Krzyżem Zasługi (1981), Krzyżem Kawalerskim Orderu Odrodzenia Polski (1983), Złotym Medalem Komisji Edukacji Narodowej (1994).
Zmarł 18 sierpnia 2017 roku w Koszalinie i został pochowany na cmentarzu św. Rodziny przy ul. Smętnej we Wrocławiu.

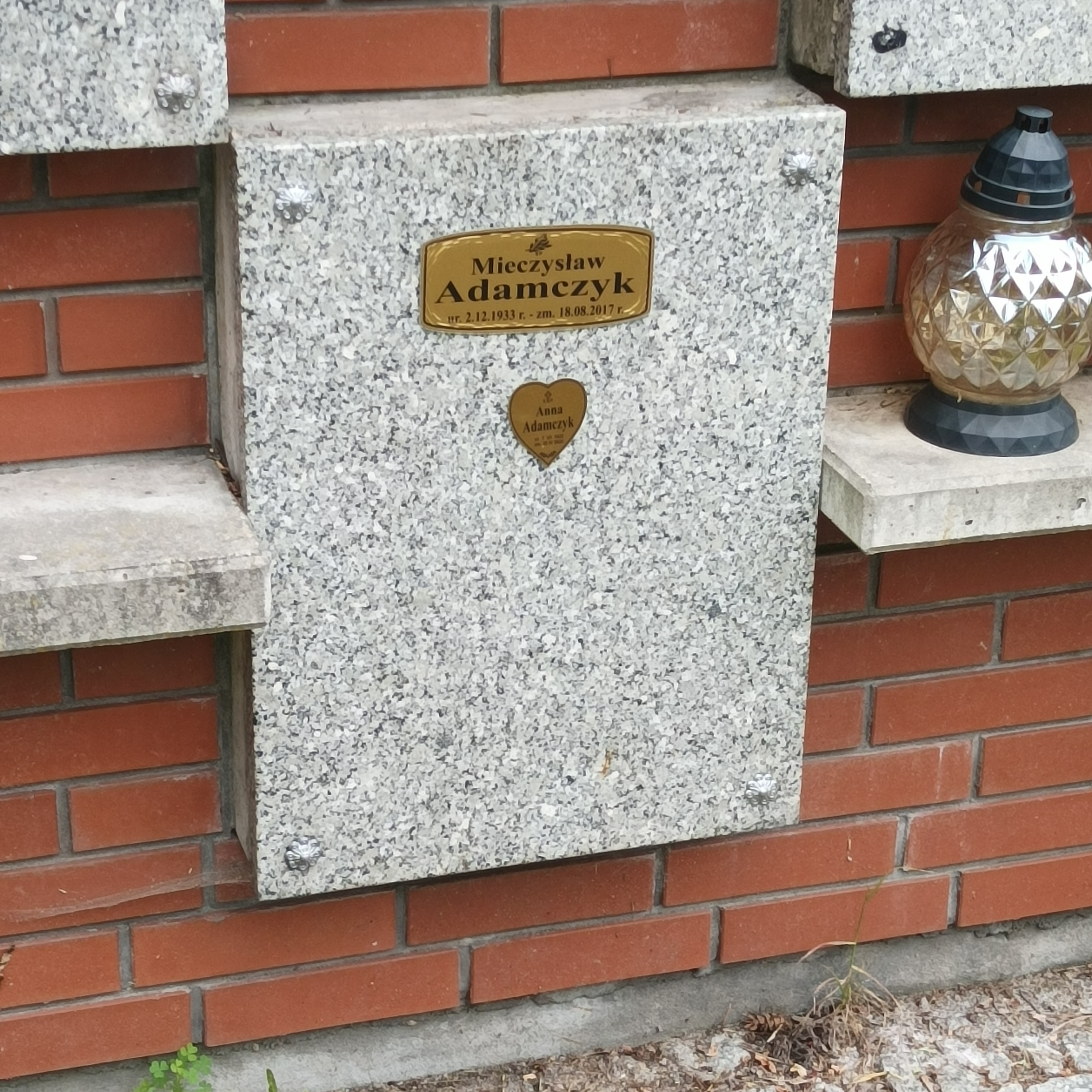
Grób prof. Mieczysława Adamczyka w kolumbarium Cmentarza Świętej Rodziny we Wrocławiu